# ۶۶ بره
۶۶ بره یک ستاره است که در صورت فلکی برج حمل قرار دارد.